# Мандалорец (1-й сезон)
Первый сезон американского интернет-сериала «Мандалорец» с Педро Паскалем в главной роли. Паскаль исполняет роль одинокого охотника за головами, нанятого найти «Малыша». Сериал является частью франшизы «Звёздные войны», действие которого разворачивается через пять лет после событий «Возвращения джедая» (1983). Производством сезона занимались компании «Lucasfilm», «Fairview Entertainment» и «Golem Creations», а Джон Фавро выступил в качестве шоураннера сериала.
О работе над новым сериалом «Звёздных войн» было объявлено в ноябре 2017 года. Фавро подписал контракт в марте 2018 года, а Паскаль получил роль после того, как начались съёмки в октябре 2018 года на «Manhattan Beach Studios» в Калифорнии. Компания визуальных эффектов «Industrial Light & Magic» разработала технологию «StageCraft» для сериала, используя виртуальные декорации и 360-градусную видеостену для создания окружающей среды в сериале. В дополнение к этой новой технологии также был сделан упор на практические эффекты.
Премьера восьмисерийного сезона состоялась на сервисе «Disney+» 12 ноября 2019 года, и его показ шёл до 27 декабря 2019 года. Сезон получил положительные отзывы, и на 72-й церемонии премии «Эмми» сезон был номинирован в категории «лучший драматический сериал», и он также получил 7 творческих премий «Эмми». В июле 2019 года сериал продлили на второй сезон.

## Эпизоды
| № общий | № в сезоне | Название                                           | Режиссёр            | Автор сценария                | Дата премьеры   |
| --- | ---------- | -------------------------------------------------- | ------------------- | ----------------------------- | --------------- |
| 1 | 1          | «Глава 1: Мандалорец» «Chapter 1: The Mandalorian» | Дэйв Филони         | Джон Фавро                    | 12 ноября 2019  |
| Пять лет спустя после падения Галактической Империи наёмник-мандалорец отлавливает на задворках Галактики преступников и беглецов. Во время встречи с лидером Гильдии охотников за головами Грифом Каргой Мандалорец хочет получить крупную награду за свою следующую добычу, и Карга отправляет его к Клиенту, находящемуся в бункере в окружении имперских штурмовиков. Клиент даёт Мандалорцу задание найти «груз», который нужно доставить живым либо предоставить доказательства его ликвидации (во втором случае награда будет меньше). Коллега Клиента, доктор Першинг, настаивает на том, чтобы добычу обязательно нужно привезти живым. Единственная доступная информация о цели — это возраст (50 лет) и последнее известное местоположение. В качестве аванса Клиент предоставляет Мандалорцу слиток бескарской стали, высоко ценимой мандалорцами, которую тот отдаёт Оружейнику для изготовления наплечника. Мандалорец прибывает на пустынную планету Арвала-7 и встречает фермера-влагособирателя по имени Куиил, который готов показать дорогу к цели, надеясь, что успешное завершение миссии Мандалорца вернёт мир на планету, уставшую от бесконечного потока охотников за головами. Добравшись до форта, Мандалорец сталкивается с дроидом-убийцей IG-11, которому также поручено задание найти цель. В ходе перестрелки им удаётся уничтожить всех солдат противника. Они обнаруживают, что их добыча — зелёное ушастое существо той же расы, что и магистр ордена джедаев Йода. IG-11 хочет ликвидировать его, но Мандалорец стреляет в дроида из бластера, защищая ребёнка. |            |                                                    |                     |                               |                 |
| 2 | 2          | «Глава 2: Дитя» «Chapter 2: The Child»             | Рик Фамуйива        | Джон Фавро                    | 15 ноября 2019  |
| Возвращаясь на свой корабль с Младенцем, Мандалорец отбивается от засады других охотников за головами, прибывших за Младенцем. Подойдя к кораблю, герой обнаруживает, что туземцы из расы джава разобрали судно на части. Мандалорец пытается догнать торговцев металлоломом, штурмуя их Сэндкраулер, но падает с крыши корабля. На следующий день Куиил помогает Мандо найти джав и договориться с ними о возврате компонентов корабля. Джавы требуют от Мандалорца некое яйцо, находящееся в тёмной пещере, которая оказывается логовом носорога Мадхорна. Разъярённый Мадхорн готовится убить обессиленного Мандалорца, но в этом момент Младенец, всё это время следивший за сражением, неожиданно использует против зверя Силу. Мадхорн зависает в воздухе, что позволяет Мандалорцу убить зверя. Малыш, тем временем, впадает в спячку. Обменяв яйцо Мадхорна на компоненты корабля, Мандалорец и Куиил восстанавливают разрушенное судно. Мандалорец предлагает Куиилу часть награды или место механика на корабле, но тот отказывается, говоря, что впервые за всю жизнь почувствовал себя свободным. Мандалорец с Младенцем покидают планету. |            |                                                    |                     |                               |                 |
| 3 | 3          | «Глава 3: Грех» «Chapter 3: The Sin»               | Дебора Чоу          | Джон Фавро                    | 22 ноября 2019  |
| Мандалорец доставляет малыша Клиенту и получает в награду 20 слитков бескарской стали. Не следуя кодексу охотников за головами, Мандалорец спрашивает о планах на малыша, но получает жёсткий ответ, что это не его забота, и уходит. Вернувшись в секретное убежище мандалорцев, Мандо пускает часть своей награды на выплавку полной боевой брони с новым встроенным оружием. Получив новую работу от Грифа Карги, Мандалорец готовит свой корабль к вылету, но, терзаемый внутренними сомнениями, возвращается на базу Клиента. Убив нескольких бывших имперских штурмовиков, Мандалорец спасает малыша из лаборатории, в которой над ним экспериментировал доктор Першинг. На обратном пути к своему кораблю Мандалорец попадает в засаду Грифа Карги, который требует вернуть Младенца. Завязывается перестрелка, в результате чего Мандо оказывается загнан в угол. Неожиданно к нему на помощь приходят другие мандалорцы, давая Мандо возможность добраться с малышом до своего корабля и сбежать. |            |                                                    |                     |                               |                 |
| 4 | 4          | «Глава 4: Убежище» «Chapter 4: Sanctuary»          | Брайс Даллас Ховард | Джон Фавро                    | 29 ноября 2019  |
| В бегстве от Гильдии Мандалорец и Младенец прибывают на малонаселённую планету Сорган. Там они сталкиваются с наёмником и бывшим членом отряда повстанцев Карой Дьюн, которая скрывается от охотников за головами. После небольшой потасовки она просит Мандо покинуть поселение. Когда он готовит корабль к отлёту, к нему на плоте приближаются два отчаявшихся рыбака, которые надеются с помощью Мандалорца прогнать рейдеров, разоряющих их маленькую деревню. Мандо соглашается и передаёт их кредиты Каре, чтобы заручиться её поддержкой. Прибыв в деревню, Мандалорец и малыш останавливаются в амбаре вдовы Омеры. Когда Омера спрашивает Мандо о его шлеме, тот отвечает, что не снимал его перед кем бы то ни было с той поры, когда его родители были убиты, а мандалорцы взяли его к себе под защиту. Кара Дьюн и Мандо исследуют территорию и обнаруживают, что у рейдеров есть имперский шагоход AT-ST. Несмотря на призывы Мандалорца и Дьюн, жители решают остаться в деревне и научиться защищать себя. После заката Мандо и Кара проникают в палатку рейдеров и взрывают её, и AT-ST начинает преследовать их. Достигнув деревни и оборонительных позиций фермеров, AT-ST останавливается на краю пруда, где для него установлена ловушка, и рейдеры начинают атаку. Кара Дьюн, вызывая огонь AT-ST на себя, заманивает его в пруд; шагоход падает, а Мандо взрывает его. Рыбаки побеждают рейдеров, а те спасаются бегством. В деревне снова устанавливается мир. Видя, как малыш весело играет с детьми, Мандо решает оставить его в этой деревне, а сам – отправиться в путь. Внезапно в лесу появляется охотник за головами Гильдии и пытается убить Младенца, но его самого обезвреживает Кара Дьюн. Мандалорец не рискует жизнью малютки, забирает его вместе с собой и прощается с жителями деревни. |            |                                                    |                     |                               |                 |
| 5 | 5          | «Глава 5: Стрелок» «Chapter 5: The Gunslinger»     | Дэйв Филони         | Дэйв Филони                   | 6 декабря 2019  |
| В космическом бою Мандалорец побеждает преследующего его охотника за головами, но корабль сильно повреждён. Мандо вынужден приземлиться в городке Мос-Эйсли на Татуине около ремонтной базы Пали Мотто. В поисках работы – для оплаты ремонта корабля – в местном баре Мандалорцу попадается Торо Каликан, молодой охотник за головами, стремящийся вступить в Гильдию. Для этого Каликану нужно найти невероятно опытную наёмницу Феннек Шанд. Мандо соглашается помочь в обмен на всю награду Каликан. «Напарники» находят Шанд, но в пылу боя наёмница выстрелом взорвала один из двух мотобайков «напарников». Поэтому Мандо отправляется на поиски дьюбака для транспортировки пленной, а Каликан остаётся следить за Шанд. Наёмница рассказывает Торо, что Мандалорец предал Гильдию и просит освободить её в обмен на помощь в захвате Мандо. На миг наёмнице кажется, что Каликан согласился, однако, тот стреляет в пленницу и уносится на мотобайке прямиком к мастерской, где захватывает Мотто и Младенца. Мандо верхом на найденном дьюбаке возвращается к месту пленения Шанд и видит её труп. После этого Мандо прибывает к ремонтной базе Пали Мотто. Используя световую гранату у себя за головой, он дезориентирует Торо Каликана и убивает его. Мандо отдаёт все деньги Каликана Пали Мотто в счёт оплаты ремонта и улетает вместе с Младенцем с Татуина. После отлёта Мандалорца некто в плаще осматривает тело Шанд на месте её гибели. |            |                                                    |                     |                               |                 |
| 6 | 6          | «Глава 6: Заключённый» «Chapter 6: The Prisoner»   | Рик Фамуйива        | Кристофер Йост и Рик Фамуйива | 13 декабря 2019 |
| Мандалорец помогает своему старому другу Рэну в спасении одного из его помощников Квина из расы тви’леков, заключённого на тюремном корабле Новой Республики. Рэн планирует использовать для миссии корабль Мандо и отправляет вместе с ним бывшего имперского снайпера Мейфелда, деваронца Бёрга, пилота-дроида Зеро и тви’леканку Ши’ан, сестру пленённого Квина. По прибытии на тюремный корабль по пути к камерам они уничтожают нескольких дроидов-охранников и добираются до командной комнаты, где натыкаются на солдата Новой Республики. После перепалки между Мейфелдом и Мандо Ши’ан убивает солдата кинжалом, однако тот успевает включить сигнальный маячок Новой Республики. Несмотря на поднятую тревогу, «команда» спасает Квина. Однако тут же Бёрг, Мейфелд и Ши’ан запирают Мандо в тюремной камере – это была лишь хитроумная комбинация. Но Мандо при помощи оторванной руки дроида успешно сбегает и, добравшись до командной комнаты, использует системы наблюдения и безопасности корабля для изоляции бывших «союзников», а затем захватывает в плен Квина. Мандалорец доставляет его на станцию Рэна и улетает с полученной от Рэна наградой. Рэн отдаёт приказ убить улетающего Мандо, но в это время Квин обнаруживает у себя активированный сигнальный маячок Новой Республики, по которому станцию Рэна обнаруживают три республиканских звездолёта «X-wing» и уничтожают её. Мандо на своём корабле вместе с Младенцем пролетает мимо истребителей и прыгает в гиперпространство. В это время на тюремном корабле в камере сидят пленённые Мандалорцем Мейфелд, Бёрг и Ши’ан. |            |                                                    |                     |                               |                 |
| 7 | 7          | «Глава 7: Расплата» «Chapter 7: The Reckoning»     | Дебора Чоу          | Джон Фавро                    | 18 декабря 2019 |
| Мандалорец получает сообщение от Грифа Карги. Город Карги на планете Наварро был захвачен имперскими войсками во главе с Клиентом, который отчаянно пытается вернуть Ребёнка. Карга предлагает сделку: Мандо использует Младенца как приманку, чтобы убить Клиента и освободить город, а взамен Гриф уладит проблемы Мандалорца с Гильдией. Подозревая обман в словах Карга, Мандо вербует Кару Дьюн и Куиила для подстраховки. Куиил, в свою очередь, настаивает на том, чтобы взять с собой дроида IG-11, которого уничтожил Мандалорец, но Куиил сумел восстановить его и перепрограммировать. После непродолжительных споров по поводу дроида команда отправляется на Наварро. По прибытии они встречают Карга и его охранников. На ночной стоянке по пути в город на них нападают майноки. Карга серьёзно ранен, но Младенец использует Силу, чтобы исцелить его. На следующее утро Карга убивает своих охранников и признаётся в первоначальных намерениях убить Мандо и доставить Младенца Клиенту. Команда создаёт новый план: Карга и Дьюн «под своим конвоем» доставят «пленённого» Мандалорца в город на встречу с Клиентом. Тем временем Куиил вместе с Младенцем вернутся на корабль. Во время встречи в городе Клиент получает звонок от моффа Гидеона, чьи войска окружают логово и открывают по нему огонь, убивая Клиента и его охрану. Между тем, к логову прибывает сам Гидеон и хвастается тем, что Младенец скоро будет в его руках. В пустыне около корабля Мандо разведчики Гидеона выслеживают и убивают Куиила, а также похищают Младенца. |            |                                                    |                     |                               |                 |
| 8 | 8          | «Глава 8: Искупление» «Chapter 8: Redemption»      | Тайка Вайтити       | Джон Фавро                    | 27 декабря 2019 |
| Перепрограммированный IG-11 убивает солдат-разведчиков и спасает Младенца. Дроид вместе с малышом направляется в город, где солдаты Моффа Гидеона окружили Мандалорца, Кару Дьюн и Грифа Карго. Гидеон, тем временем, пытается заставить команду сдаться, используя орудия E-WEB, и раскрывает настоящее имя Мандалорца – Дин Джарин. Внезапно появившийся IG-11 пытается освободить героев. В ходе начавшейся перестрелки Гидеон тяжело ранит Дина и команде приходится вновь скрыться в штабе. Штурмовик-огнемётчик выжигает штаб изнутри, однако, Младенец использует Силу и обращает струю огня вспять. Команда решает скрыться в канализации, но раненный Дин и IG-11 остаются в здании. Дроиду удаётся восстановить силы Джарина с помощью бакт-сыворотки, и оба героя добираются до остальных. Дин находит убежище мандалорцев, но оказывается, что после бегства Мандо с Младенцем имперцы зачистили убежище, убив почти всех мандалорцев, кроме Оружейницы и тех, кому удалось сбежать. Та передаёт Дину реактивный ранец – последнюю часть брони мандалорца, – и говорит, что защита и воспитание Младенца – долг Дина, теперь он – «отец». Команда пополняет запасы оружия и переправляется по лавовой реке. Но у выхода из туннеля их уже поджидают солдаты Гидеона. IG-11, жертвуя собой ради команды, самоуничтожается, убивая своим взрывом всех штурмовиков. Команда выбирается из туннеля, но попадает под атаку Гидеона на «TIE-истребителе». Джарин, используя свой новый реактивный ранец, подлетает к истребителю и подрывает его, вызвав крушение. Дин забирает Младенца на корабль, а Кара Дьюн и Гриф Карга остаются на Наварро. Около места посадки своего корабля Мандо выстраивает небольшую могилу для Куиила, отдавшего жизнь за спасение Младенца. После чего Дин и Младенец покидают планету. А Гидеон, тем временем, с помощью Тёмного Меча, древней реликвии Мандалорцев, выбирается из-под обломков рухнувшего TIE-истребителя. |            |                                                    |                     |                               |                 |

## Актёры и персонажи

### В главных ролях
- Педро Паскаль — Дин Джарин / Мандалорец[5][6]
- «Малыш»[7][b]

| - Карл Уэзерс — Гриф Карга - Вернер Херцог — «Клиент» - Омид Абтахи — доктор Першинг - Ник Нолти — голос Куиила - Тайка Вайтити — голос IG-11 - Джина Карано — Кара Дьюн - Джанкарло Эспозито — Мофф Гидеон - Эмили Суоллоу — «Оружейник» | - Эми Седарис — Пели Мотто - Джейк Каннавале — Торо Каликан - Минг-На Вен — Феннек Шанд - Марк Бун-мл. — Ран Малк - Билл Бёрр — Мигс Мэйфелд - Наталия Тена — Ши’ан - Клэнси Браун — Бёрг - Ричард Айоади — голос Q9-0 - Исмаэль Крус Кордова — Цинь | - Джулия Джонс — Омера - Айла Фаррис — Винта - Асиф Али — Кабен - Юджин Кордеро — Стоук - Рио Хэкфорд — Райот Мар - Мэтт Лантер — Даван - Дэйв Филони — Траппер Вульф - Рик Фамуйива — Джиб Доджер - Дебора Чоу — Саш Кеттер |

## Производство

### Разработка
В ноябре 2017 года CEO Disney Боб Айгер объявил, что Disney и Lucasfilm разрабатывают новый игровой телесериал, посвящённый «Звёздным войнам», для нового стримингового сервиса Disney+. Джон Фавро предложил идею сериала президенту Lucasfilm Кэтлин Кеннеди, которая предложила ему обсудить эту идею с Дэйвом Филони, исполнительным продюсером мультсериалов «Звёздные войны: Войны клонов» и «Звёздные войны: Повстанцы». В марте 2018 года Lucasfilm объявила, что Фавро будет сценаристом и исполнительным продюсером сериала, и Филони, Кеннеди и Колин Уилсон также будут исполнительными продюсерами. В мае Фавро сказал, что он написал сценарии к четырём из восьми эпизодов сериала, прежде чем его официально наняли для этого проекта.
3 октября Фавро объявил, что сериал получил название «Мандалорец», а также опубликовал краткое описание сюжета шоу. На следующий день стали известны режиссёры сериала, среди которых Филони, Тайка Вайтити, Брайс Даллас Ховард, Рик Фамуйива и Дебора Чоу. Фавро не смог стать режиссёром в первом сезоне, так как он был занят над «Королём Львом» (2019), и он хотел, чтобы в сериале были различные режиссёры, которые могли бы привнести в сериал различные точки зрения. Единственным условием, которое он имел для режиссёров, было то, чтобы они любили «Звёздные войны». По словам Фамуйивы, Фавро описал группу как «команду в стиле „Грязной дюжины“, „Великолепной семёрки“». Бюджет сезона составил $100 миллионов.

### Подбор актёров
В ноябре 2018 года, после долгих слухов, было подтверждено, что Педро Паскаль будет исполнять роль Мандалорца. Паскаль изначально думал, что будет играть Бобу Фетта из-за внешнего сходства между этим персонажем и Мандалорцем, но ему досталась роль отдельного персонажа по имени Дин Джарин. Позже в ноябре Джина Карано и Ник Нолти присоединились к актёрскому составу сериала. В следующем месяце Lucasfilm объявила, что Паскаль будет сниматься в сериале вместе с Карано, Нолти, Джанкарло Эспозито, Эмили Суоллоу, Карлом Уэзерсом, Омидом Абтахи и Вернером Херцогом. В марте 2019 года Фавро сказал, что Тайка Вайтити озвучит одного из персонажей; изначально предполагалось, что это будет дроид-охотник за головами IG-88. Месяц спустя выяснилось, что ему досталась роль нового персонажа, дроида IG-11, когда были объявлены детали персонажей других актёров. Персонаж Уэзерса, Гриф Карга, изначально был инопланетянином, который был убит в третьем эпизоде; в конечном счёте от грима отказались, и его роль была расширена во время производства.
Благодаря кадрам, показанным на Star Wars Celebration в апреле 2019 года, стало известно, что в сериале снялись Билл Бёрр и Марк Бун-мл., причём у Бёрра роль преступника. На фестивале D23 Expo в августе было объявлено, что одну из ролей в сериале исполнит Минг-На Вен. В сентябре появилась информация об участии в сериале Джулии Джонс.

### Съёмки и эффекты

#### Новые технологии
Студия визуальных эффектов Industrial Light & Magic, дочерняя компания Lucasfilm, в партнёрстве с разработчиком видеоигр Epic Games создала новую систему для сериала под названием StageCraft, основанную на игровом движке Unreal Engine компании Epic Games. StageCraft состоит из LED-видеоэкранов, на которых цифровые среды могут быть визуализированы в режиме реального времени, чтобы актёры могли выступать на их фоне. Во время подготовки к съёмкам сериала была использована виртуальная съёмка, чтобы распланировать съёмки сериала и определить, какая среда будет необходима на съёмочной площадке. Затем ILM создала цифровую среду и добавила её к StageCraft, сделав её готовой к съёмкам с актёрам.. Некоторые из этих сред были основаны на съёмках местности в таких странах как Исландия и Чили. Во время съёмок цифровые среды визуализировались на видеостене в режиме реального времени, что позволяло кинематографистам и актёрам видеть окружающую среду. Изображения, отображаемые на видеостене, часто были достаточно высокого качества, чтобы их можно было использовать в качестве финальных эффектов.

#### Съёмочный период
Съёмки начались во время первой недели октября 2018 года, и Дэйв Филони стал режиссёром первого эпизода. Сезон был снят на студии Manhattan Beach Studios в Калифорнии под рабочим названием «Проект Гекльберри», а также на некоторых съёмочных площадках в районе Лос-Анджелеса. 19 октября Джордж Лукас посетил съёмочную площадку сериала, чтобы поздравить Фавро с днём рождения. 25 октября были украдены несколько предметов со съёмочной площадки сериала.
В сериале состоялся режиссёрский дебют Дэйва Филони, так как он впервые снимал живых актёров. Он рассматривал «Мандалорца» как возможность применить знания, которые он получил от Лукаса о съёмках полнометражного кино во время создания мультсериала «Звёздные войны», и он также описал Фавро как наставника, который продвигал образование Филони и мог помочь ему преодолеть проблемы, характерные для фильмов. Филони также работал вторым режиссёром для других кинематографистов, снимая быстрые кадры для них по мере необходимости, пока они были заняты другими сценами. Фавро отметил, что четвёртый эпизод сериала, «Убежище», был самым трудным в плане создания, так место действия происходило в лесу, и из-за необходимого для него экшена, и по этому поводу он пошутил, что именно по этой причине Ховард, самой неопытной из режиссёров первого сезона, дали снять этот эпизод. Ховард чувствовала себя защищённой опытом Фавро и Филони, и ей не составляло труда обратиться к ним с любыми вопросами о кинопроизводстве и «Звёздных войнах», соответственно. Ховард также чувствовала, что у неё была творческая свобода, когда она снимала этот эпизод, что удивило её отца Рона Ховарда, который снял фильм «Хан Соло. Звёздные войны: Истории» (2018).
Обязательства Паскаля по съёмкам фильма «Чудо-женщина: 1984» (2020) и выступлению в бродвейской постановке «Короля Лира» привели к тому, что каскадёры-дублёры Брендан Уэйн и Латиф Кроудер исполняли роль Мандалорца в отсутствие Паскаля на съёмочной площадке, а Паскаль позже дублировал реплики персонажа. Паскаль сказал, что он чувствовал себя неловко, когда было «всего пара страниц сцены с игрой один на один с другим персонажем, и у тебя не получается полностью владеть» игрой. Но он сказал, что это было «так легко, так практично и неинтересно, чтобы не заинтересовать» Уэйна и Кроудера. Уэйн работал с Паскалем, чтобы разработать движения персонажа. Съёмки первого сезона завершились 27 февраля 2019 года.

#### Практические эффекты
Фавро и режиссёры сериала делали акцент на использование практических эффектов там, где это было возможно, при этом Фамуйива объяснил, что именно сочетание новаторских спецэффектов и приземлённого мира и персонажей впервые привлекло его к «Звёздным войнам» в детстве. Фавро отметил, что технология StageCraft, используемая во время съёмок, позволила режиссёрам использовать более традиционные методы производства, поскольку они работали в среде, которую они могли видеть на съёмочной площадке . Legacy Effects создала практическую броню для сериала, а также аниматронику для инопланетных существ. Визуальные эффекты использовались для удаления кукловодов и стержней управления из сцен, в которых использовались куклы. Одним из создателей моделей и кукол для сериала был Тони Маквей, который работал над оригинальными фильмами из «Звёздных войн». Чтобы воссоздать технику, использованную в оригинальных фильмах, мастер по реквизиту из «Мандалорца», Джош Рот, разработал новое оружие для сериала, основанное на реальных ружьях, так как оригинальный реквизит был модифицированной версией реквизита оружия Второй мировой войны.
«Малыш» был создан в основном с помощью аниматронной куклы, которая была дополнена визуальными эффектами. Первоначально предполагалось, что производство в основном будет использовать компьютерную версию персонажа. Различные кукловоды управляли его телом и движениями головы, глазами и ушами. Другие кукловоды передвигали его, когда он должен был ходить. Во время съёмок третьего эпизода, Чоу и команда по визуальным эффектам убрали куклу, чтобы они могли снять версию сцены без неё. Это было на тот случай, если они решат, что кукла недостаточно убедительна и её нужно будет заменить на компьютерную версию. Херцог назвал их трусами за то, что они не доверяли кукле, и призвал их не избегать визуальных эффектов. Он оказался прав, так как производство обнаружило, что кукла работала лучше, чем ожидалось, и они начали переоборудовать сцены, чтобы обойти её ограничения, а не прибегать к CGI.
Фавро хотел, чтобы в сериале были представлены персонажи из «D-списка» из фильмов «Звёздные войны», что привело к созданию персонажа угнота Куиила. Впервые этот вид был представлен в фильме «Империя наносит ответный удар» (1980). Супервайзер эффектов из Legacy Джон Розенгрант объяснил, что исполнитель роли не может выразить эмоции через сложный грим, необходимый для исполнения роли угнота, так что к голове персонажа была добавлена аниматроника. Актриса Мисти Розас носила голову и костюм персонажа, в то время как один кукловод контролировал движения рта, а другой — брови. Реплики персонажа записывались перед съёмками, причём актёр Ник Нолти давал два или три различных прочтения для каждой из реплик, которые могли быть воспроизведены для других актёров. Исполняя роль, Розас должна была использовать физические сигналы, чтобы указывать кукловодам, когда она хочет, чтобы персонаж говорил.
В сериале присутствуют Бларрги, инопланетные существа, которые впервые были представлены в неканоническом фильме «Эвоки. Битва за Эндор» (1985). Филони ввёл их в канон в «Войнах клонов» и «Повстанцах». Они были в основном созданы при помощи CGI, но в первый раз, когда они были показаны в сериале, через бинокль Мандалорца, были использованы физические модели. Они были созданы Маквеем, а студия Stoopid Buddy Stoodios предоставила кукольную анимацию. Кукольная анимация движения Бларргов заложила основу движения компьютерных Бларргов. Legacy создала практическую модель дроида-убийцы IG-11 в качестве дублёра на съёмочной площадке, чтобы было видно, куда падает свет. У модели были голова, туловище и руки персонажа, и кукловоды могли двигать его головой. Во время съёмок посчитали, что неловкие движения модели хорошо подходят персонажу, и в сценах его использовали больше, чем ожидалось. CGI-версию двигали таким образом, что это было бы физически невозможно для живого актёра, поскольку у персонажа внешность не была человеческой. Это отличалось от K-2SO, дроида, созданного анимационным режиссёром Хэлом Хикелом для фильма «Изгой-один. Звёздные войны: Истории» (2016), движения которого были основаны на захвате движения.
Для «Изгоя-один» Хикел собрал различные кадры звездолётов из оригинальных фильмов «Звёздных войн», которые были созданы в виде физических моделей и системами управления движением камер. Он принёс эту коллекцию на площадку «Мандалорца» в качестве руководителя по стилю того, как должен выглядеть и двигаться корабль Лезвие бритвы. Фавро решил, что он хочет миниатюрную модель Лезвия бритвы для ссылок на освещение; модели для сериала были созданы с помощью комбинирования 3D-печати и ручной скульптуры. Увидев модель, Фавро предположил, чтобы был снят один кадр при помощи техник управления движением в качестве дополнительной ссылки на CGI. В сериале не было бюджета на эту технику, которая стоит гораздо дороже, чем использование CGI. Супервайзер визуальных эффектов ILM Джон Нолл построил новую установку управления движением для сериала, которую он описал как «стиль работы в гараже, быстро и грязно». Они снимали 14 или 15 кадров для первого сезона, используя эту технику, а остальные CGI-снимки Лезвия бритвы в космосе были разработаны для имитации модели и стиля управления движением.

#### Другие визуальные эффекты
Кадры, где вместо куклы Малыша были использованы визуальные эффекты, включают в себя несколько сцен, где персонаж ходит, и сцену, где он ест лягушку. Для этого команда визуальных эффектов изучила внутреннюю работу куклы, чтобы убедиться, что их версия соответствует её физическим ограничениям.
Image Engine также создала визуальные эффекты для сериала, особенно в эпизодах «Глава 3: Грех» и «Глава 6: Заключённый».

### Музыка
Композитор Людвиг Йоранссон впервые встретился с Фавро в ноябре 2018 года, когда Фавро показал композитору концепт-арт для сериала и обсудил его вдохновение для сюжета и тона, включая вестерны и самурайские фильмы. После того, как они начали обсуждать сериал, Фавро отправил Йоранссону сценарии ко всем эпизодам. Затем композитор работал самостоятельно в течение месяца, проводя по 10 часов в день в своей студии, «переходя от инструмента к инструменту» и экспериментируя с различными звуками. Одним из первых инструментов, с которыми экспериментировал Йоранссон, была блокфлейта. Он нашёл бас-блокфлейту, которая, по его мнению, звучала уникально, и цифровым образом манипулировал ею, чтобы сделать её более «футуристичной». Это стало началом главной темы сериала. Фавро и Филони одобрили первоначальные концепции Йоранссона для сериала, особенно его использование блокфлейты, которую Йоранссон описал как «очень оригинальный, отчётливый, одинокий звук, который следует за этим стрелком в его путешествии».
Фавро хотел, чтобы музыка исходила из точки зрения Мандалорца, служа заменой выражению лица персонажа, поскольку он всегда носит шлем. Тема Мандалорца, которую Йоранссон изначально написал для Фавро, используется во время финальных титров, причём Йоранссон пишет различные вступления для некоторых эпизодов. Стиль финальных титров сериала был разработан вокруг партитуры из-за любви Фавро к музыке Йоранссона. Йоранссон также написал темы для второстепенных персонажей, таких как Гриф Карга и Кара Дьюн, тему для Лезвия бритвы, тему для всех мандалорцев, и тему путешествия. Когда он впервые подошёл к «Малышу», Йоранссон написал музыку ближе к работе Джона Уильямса в фильмах, так как он чувствовал, что персонаж был элементом сериала, который был ближе всего к фильмам. Он также чувствовал, что это было естественным, чтобы музыка этого персонажа была «милой». Однако Фавро не хотел, чтобы это было направлением для персонажа, так как Мандалорец не считает малыша милым. Элементы оригинальной музыки Йоранссона для малыша вводятся позже, когда Мандалорец видит, что ребёнок начинает использовать Силу. Йоранссон хотел дифференцировать звучание каждого эпизода, но также считал, что его музыка к первому сезону похожа на музыку к одному фильму, где основные темы появляются в каждом эпизоде и развиваются в течение всего сезона.
Когда Йоранссон начал сочинять музыку для конкретных сцен, он записывал себя, играя на основных инструментах, а затем дополнил эти записи синтезаторами и другими цифровыми манипуляциями. Затем это было объединено с записями оркестра из 70 человек. Оркестр был записан в Лос-Анджелесе с апреля по сентябрь 2019 года, и в нём приняли участие музыканты, которые одновременно записывали музыку Уильямса для фильма «Звёздные войны: Скайуокер. Восход» (2019). Йоранссон следил за записью музыки вместе со своей женой, музыкантом Сереной Маккинни. Он сочинил четыре часа музыки для первого сезона. Это была самая большая музыка, которую он написал для одного проекта в то время, и он работал над сезоном дольше, чем любой другой проект на тот момент. Музыкальный альбом был выпущен в цифровом формате вместе с дебютом каждого эпизода с музыкой из этого эпизода.

## Маркетинг
4 октября 2018 года был выпущен первый кадр из сериала, на котором изображён мандалорец с винтовкой. Спустя неделю Фавро в своём официальном аккаунте в Instagram разместил фотографию двуствольного бластера, являющуюся явной отсылкой к оружию Бобы Фетта в телевизионном фильме «The Star Wars Holiday Special». 14 апреля 2019 года Джон Фавро, Дэйв Филони и основной актёрский состав провели на Star Wars Celebration в Чикаго встречу, посвящённую выходу «Мандалорца». Во время мероприятия были показаны первые отрывки из сериала. Первый официальный постер и трейлер были представлены 23 августа 2019 года на конференции D23 Expo. Второй и финальный трейлер был выпущен 28 октября 2019 года. 11 ноября во время Monday Night Football было показано 15-секундное видео, состоящее из нарезки кадров сериала.

### Мерчендайзинг «Малыша»
Фавро решил не раскрывать «Малыш» ни в одной из маркетинговых кампаний для сериала после обсуждения с Дональдом Гловером во время создания «Короля Льва»; Гловер отметил, что зрители ценят, когда их удивляют, поскольку это не так часто происходит (Гловер привёл в качестве примера неожиданный выпуск альбома Бейонсе). Фавро заявил, что в Disney были согласны с этим решением, хоть это и означало, что они не могли начать работу над товарами на основе этого персонажа до того, как он будет показан во время премьеры сериала в ноябре 2019 года. Это было связано с потенциальной возможностью того, что эти товарные планы просочатся и рано раскроют персонажа, и это означало, что этот товар Малыша не будет готов к Рождеству и праздничному сезону. После премьеры сериала, «Малыш» стал прорывным персонажем, которому уделялось большое внимания в социальных сетях и новостях. К концу ноября 2019 года возник огромный спрос на товары на основе этого персонажа. Отдел мерчендайзинга Disney начал планировать персонажа, но до сих пор выпускал только футболки с изображением концепт-арта. Такие компании, как Hasbro, также начали работу над товаром «Малыша», но он не будет готов до 2020 года. Большое количество неофициального товара стало появляться в преддверии сезона отпусков.

## Релиз
Премьера сезона состоялась на Disney+ в день запуска стримингового сервиса в США, 12 ноября 2019 года. Второй эпизод был выпущен 15 ноября, а после каждый эпизод выходил еженедельно. Седьмой эпизод стал доступен 18 декабря 2019 года, а не 20 декабря, чтобы показать вместе с ним эксклюзивный анонс фильма «Звёздные войны: Скайуокер. Восход», который вышел в широкий прокат 20 декабря. Когда Disney+ стал доступен в нескольких европейских странах в конце марта 2020 года, эпизоды вновь становились доступны на еженедельной основе, несмотря на то, что полный сезон уже был выпущен на других территориях; Джеймс Уитбрук из io9 описал такой подход как «озадачивающий» и «тупой». Первые два эпизода в этих странах стали доступны при запуске 24 марта 2020 года, затем третий эпизод был доступен 27 марта, а после него остальные эпизоды выходили еженедельно.

## Реакция

### Реакция критиков
| Графики недоступны из-за технических проблем. См. информацию на Фабрикаторе и на mediawiki.org. - 1-й сезон (2019): Процент положительных отзывов на сайте Rotten Tomatoes |

На сайте «Rotten Tomatoes» рейтинг сериала составляет 93 % со средней оценкой 7,92/10 на основе 35 отзывов; средний рейтинг одного эпизода сериала составляет 91 %. Критический консенсус сайта гласит: «Остросюжетный и мастерски обработанный — даже если иногда слишком сдержанный — „Мандалорец“ является желанным дополнением ко вселенной „Звёздных войн“, которое значительно выигрывает от привлекательности своего груза». На Metacritic средневзвешенная оценка составляет 70 из 100 на основе 29 обзоров, что указывает на «главным образом положительные отзывы».
Зак Хасан из «San Francisco Chronicle» сказал, что шоу «в сущности позволяет франшизе сделать пересдачу с Бобой Феттом. Возьмите внешность, возьмите это невыразимое „круто“ и перенесите это всё на совершенно нового персонажа, который предлагает нетронутое полотно, при этом давая зрителям что-то знакомое». Он добавил: «После трёх эпизодов, вы понимаете, что такое „Мандалорец“: чувство. Хорошее чувство, заметьте, но не какое-то конкретное качество повествования, а именно то чувство, о котором вы говорите. Визуальные эффекты, звуковые эффекты, общий вид всего этого — это потрясающе. Это отшлифованное производство, которое демонстрирует каждый цент своего бюджета, подходящего для полнометражного фильма, на каждом кадре в течение всего показа». Мика Питерс написал для «The Ringer»: «„Мандалорца“, возможно, уже трудно воспринимать как нечто большее, чем просто очередной выпуск франшизы, который существует исключительно для того, чтобы подготовить почву для следующих выпусков. Но в нём есть ещё много приятным вещей, и это также шоу от Disney с космическими кораблями и гигантскими морскими слизняками, так что ему необязательно быть „Гражданином Кейном“. Однако он может быть следующим великим телевизионным вестерном».

### Зрительская аудитория
В течение четырёх дней с момента выпуска, у «Мандалорца» был сильнейший спрос в США по сравнению с четырьмя оригинальными сериалами крупных стриминговых сервисов: «Академия Амбрелла», «Когда они нас увидят» и «Тёмный кристалл: Эпоха сопротивления» от Netflix, и «Благие знамения» от Amazon Prime Video. Однако он зарегистрировал на менее 40 % спроса по сравнению с «Очень странными делами» от Netflix, и он отставал от других известных шоу, таких как «Титаны» от DC Universe, и он также не входил в топ-10 самых востребованных шоу во всех телесетях и цифровых сервисах за неделю с 10 по 16 ноября. Однако TV Time, популярное приложение, позволяющее пользователям отслеживать шоу и фильмы, которые они смотрят (или хотят смотреть), заявило, что число людей, интересующихся «Мандалорцем», удвоилось за следующую неделю, и отметило, что оно имеет самый большой прирост среди всех телешоу.

### Награды
| Год  | Награда                                             | Категория | Номинант(ы) | Результат | Прим.  |
| ---- | --------------------------------------------------- | --- | --- | --------- | ------ |
| 2020 | Премия Общества специалистов по визуальным эффектам | Лучшие визуальные эффекты в фотореалистичном эпизоде                                                                          | Ричард Блафф, Эббигейл Келлер, Джейсон Портер, Хейден Джонс и Рой Канчино (за «Глава 2: Дитя»)                                                                       | Победа    | [ 69 ] |
| 2020 | Премия Общества специалистов по визуальным эффектам | Лучшая виртуальная операторская работа в CG-проекте                                                                           | Ричард Блафф, Джейсон Портер, Лэндис Филдс IV и Баз Идойн (за «Глава 6: Заключённый»; Руст)                                                                          | Номинация | [ 69 ] |
| 2020 | Премия Общества специалистов по визуальным эффектам | Лучший анимационный персонаж в эпизоде                                                                                        | Терри Бэннон, Руди Массар и Хьюго Лейнак (за «Глава 2: Дитя»; Грязерог)                                                                                              | Номинация | [ 69 ] |
| 2020 | Премия Общества специалистов по визуальным эффектам | Лучшая модель в фотореалистичном или анимационном проекте                                                                     | Даг Чанг, Джей Мачадо, Джон Гудсон and Лэндис Филдс IV (за «Глава 3: Грех»; Лезвие бритвы)                                                                           | Победа    | [ 69 ] |
| 2020 | Премия Общества специалистов по визуальным эффектам | Лучшая созданная окружающая среда в эпизоде, рекламе или проекте в реальном времени                                           | Алекс Муртаса, Яник Годро, Марко Трембле и Марис Бушар (за город Неварро)                                                                                            | Номинация | [ 69 ] |
| 2020 | Премия Общества специалистов по визуальным эффектам | Лучшее моделирование эффектов в эпизоде, рекламе иди проекте в реальном времени                                               | Ксавье Мартин Рамирес, Иэн Бакстер, Фабио Слайно и Андреа Роса (за «Глава 2: Дитя»; Грязерог)                                                                        | Номинация | [ 69 ] |
| 2020 | Премия Гильдии художников-постановщиков             | Сериал с привязкой к определенной исторической эпохе, или сериале в жанре фэнтези, снятом одной камерой (часовой хронометраж) | Эндрю Л. Джонс (за «Глава 1: Мандалорец») | Номинация | [ 70 ] |
| 2020 | Премия Гильдии публицистов                          | Телепремия публицистики имени Максвелла Вайнберга                                                                             | Disney+ | Победа    | [ 71 ] |
| 2020 | Небьюла                                             | Премия Рэя Брэдбери за лучшую драматическую постановку                                                                        | Джон Фавро (за «Глава 2: Дитя») | Номинация | [ 72 ] |
| 2020 | Хьюго                                               | Лучшая постановка — малая форма                                                                                               | Джон Фавро и Тайка Вайтити (за «Глава 8: Искупление») | Номинация | [ 73 ] |
| 2020 | Премия TCA                                          | Лучшая новая программа | «Мандалорец» | Номинация | [ 74 ] |
| 2020 | Прайм-таймовая премия «Эмми»                        | Лучший драматический сериал                                                                                                   | Джон Фавро, Дэйв Филони, Кэтлин Кеннеди, Колин Уилсон и Карен Гилкрист                                                                                               | Номинация | [ 75 ] |
| 2020 | Творческая премия «Эмми»                            | Лучшее озвучивание персонажа                                                                                                  | Тайка Вайтити за роль IG-11 (за «Глава 8: Искупление») | Номинация | [ 76 ] |
| 2020 | Творческая премия «Эмми»                            | Лучшая операторская работа одной камерой (один час)                                                                           | Грег Фрейзер и Баз Идойн (за «Глава 7: Расплата») | Победа    | [ 76 ] |
| 2020 | Творческая премия «Эмми»                            | Лучшие костюмы в жанре фэнтези/фантастики                                                                                     | Джозеф Порро, Джули Робар, Джиджи Мелтон и Лорен Сильвестри (за «Глава 3: Грех»)                                                                                     | Номинация | [ 76 ] |
| 2020 | Творческая премия «Эмми»                            | Лучший приглашённый актёр в драматическом сериале                                                                             | Джанкарло Эспозито за роль Моффа Гидеона (за «Глава 8: Искупление»)                                                                                                  | Номинация | [ 76 ] |
| 2020 | Творческая премия «Эмми»                            | Лучшая музыкальная композиция в сериале                                                                                       | Людвиг Йоранссон (за «Глава 8: Искупление») | Победа    | [ 76 ] |
| 2020 | Творческая премия «Эмми»                            | Лучшая работа художника-постановщика в сюжетной программе (полчаса или меньше)                                                | Эндрю Л. Джонс, Джефф Висневски, Аманда Серино (за «Глава 1: Мандалорец»)                                                                                            | Победа    | [ 76 ] |
| 2020 | Творческая премия «Эмми»                            | Лучший сложный грим в сериале, мини-сериале, телефильме или специальной программе                                             | Брайан Сайп, Алексей Дмитриев, Карлтон Коулман, Саманта Уорд, Скотт Стоддард, Майк Орнелас и Сабрина Кастро (за «Глава 6: Заключённый»)                              | Номинация | [ 76 ] |
| 2020 | Творческая премия «Эмми»                            | Лучший монтаж в однокамерном драматическом сериале                                                                            | Эндрю С. Айзен (за «Глава 2: Дитя») | Номинация | [ 76 ] |
| 2020 | Творческая премия «Эмми»                            | Лучший монтаж в однокамерном драматическом сериале                                                                            | Дана Э. Глауберман и Дилан Фиршейн (за «Глава 4: Убежище») | Номинация | [ 76 ] |
| 2020 | Творческая премия «Эмми»                            | Лучший монтаж в однокамерном драматическом сериале                                                                            | Джефф Сайбеник (за «Глава 8: Искупление») | Номинация | [ 76 ] |
| 2020 | Творческая премия «Эмми»                            | Лучший монтаж звука в комедийном или драматическом сериале (полчаса) и анимации                                               | Дэвид Эйкорд, Мэттью Вуд, Бонни Уайлд, Джеймс Спенсер, Ричард Куинн, Ричард Гулд, Стефани Макнэлли, Райан Рубин, Ронни Браун и Джана Вэнс (за «Глава 1: Мандалорец») | Победа    | [ 76 ] |
| 2020 | Творческая премия «Эмми»                            | Лучший звук в комедийном или драматическом сериале (полчаса) и анимации                                                       | Шон Холден, Бонни Уайлд и Крис Фогель (за «Глава 2: Дитя») | Победа    | [ 76 ] |
| 2020 | Творческая премия «Эмми»                            | Лучшие специальные визуальные эффекты                                                                                         | Ричард Блафф, Джейсон Портер, Эббигейл Келлер, Хейден Джонс, Хэл Хикел, Рой Канчино, Джон Розенгрант, Энрико Дэмм и Лэндис Филдс (за «Глава 2: Дитя»)                | Победа    | [ 76 ] |
| 2020 | Творческая премия «Эмми»                            | Лучшая работа каскадёров в драматическом сериале, мини-сериале или телефильме                                                 | Райан Уотсон | Победа    | [ 76 ] |

## Документальный сериал
В апреле 2020 года в Disney анонсировали восьмисерийный документальный сериал под названием «Галерея Disney: Мандалорец» (также известный как «Галерея Disney / Звёздные войны: Мандалорец»), премьера которого состоялась на Disney+ 4 мая 2020 года, в День «Звёздных войн». В сериале представлены интервью с актёрами и съёмочной группой «Мандалорца», закулисные кадры, и обсуждения за столом, организованные Джоном Фавро, которые исследуют производство «Мандалорца». Последующие эпизода сериала выходили еженедельно на Disney+.
| № | Название                           | Режиссёр       | Дата премьеры |
| --- | ---------------------------------- | -------------- | ------------- |
| 1 | «Режиссёрская работа» «Directing»  | Брэдфорд Барух | 4 мая 2020    |
| Фавро берёт интервью у режиссёров первого сезона: Дэйв Филони, Дебора Чоу, Рик Фамуйива, Брайс Даллас Ховард и Тайка Вайтити (круглый стол режиссёров). В дополнительных сегментах присутствуют Баз Идойн и Джина Карано.                                                                                                |                                    |                |               |
| 2 | «Наследие» «Legacy»                | Брэдфорд Барух | 8 мая 2020    |
| Фавро обсуждает наследие «Звёздных войн» с художниками за круглым столом (Филони, Джон Нолл, Кэтлин Кеннеди, Ричард Блафф и Хэл Хикел) и за круглым столом режиссёров. В дополнительных сегментах присутствуют Педро Паскаль и Карл Уэзерс.                                                                              |                                    |                |               |
| 3 | «Актёрский состав» «Cast»          | Брэдфорд Барух | 15 мая 2020   |
| Фавро обсуждает актёров и персонажей первого сезона за круглым столом актёров (Паскаль, Уэзерс и Карано, а также Филони) и круглым столом режиссёров. В дополнительных сегментах присутствуют Брендан Уэйн, Латиф Кроудер и Ким Ричардс.                                                                                 |                                    |                |               |
| 4 | «Технология» «Technology»          | Брэдфорд Барух | 22 мая 2020   |
| Фавро обсуждает технологию созданию «Мандалорца» за круглым столом режиссёров, художников и актёров. В дополнительных сегментах присутствуют Идойн и Джанкарло Эспозито. |                                    |                |               |
| 5 | «Практические эффекты» «Practical» | Брэдфорд Барух | 29 мая 2020   |
| Фавро обсуждает практические эффекты в «Мандалорце» за круглым столом режиссёров и художников. В дополнительных сегментах присутствуют Джон Розенгрант, Мисти Росас, Вернер Херцог, Ричардс, Джейсон Мэттьюс, Тревор Хенсли, Хироши «Кан» Икэути, Майк Манзел, Тамара Карлсон Вудард, Идойн, Карано, Паскаль и Джош Рот. |                                    |                |               |
| 6 | «Процесс» «Process»                | Брэдфорд Барух | 5 июня 2020   |
| Фавро обсуждает процесс визуализации, использованный при создании «Мандалорца» за круглым столом режиссёров и художников. |                                    |                |               |
| 7 | «Музыка» «Score»                   | Брэдфорд Барух | 12 июня 2020  |
| Фавро обсуждает музыку «Мандалорца» с Людвигом Йоранссоном и Филони. |                                    |                |               |
| 8 | «Связи» «Connections»              | Брэдфорд Барух | 19 июня 2020  |
| Фавро раскрывает связи между различными реквизитами и персонажами франшизы «Звёздные войны» и теми, что были показаны в «Мандалорце», за круглым столом режиссёров и художников. В дополнительных сегментах присутствуют Рот, Эндрю Л. Джонс и некоторые из членов 501-го Легиона.                                       |                                    |                |               |

## Комментарии
1. ↑  Актёр Джанкарло Эспозито, а также официальный сайт «Звёздных войн» студии Lucasfilm, идентифицировали орудие как Тёмный Меч[2][3] — мандалорский световой меч, который ранее появлялся в анимационных сериалах «Звёздных войн»[3][4].
2. ↑  Имя Малыша (Грогу) стало известно только в 13-й главе во втором сезоне сериала, в первом сезоне он оставался безымянным
3. ↑  Соуллоу указана как приглашённая звезда в 1 и 3 эпизодах, а затем в 8 эпизоде указана среди главных ролей.
4. ↑  Среди присутствующих членов 501-го Легиона были Мэри Гвин, Джефф Леоне, Брент Уилкинсон, Майкл Бендер, Тодд Мастерс, Мануэль Деккер, Рик Альпи, Жако Луонг, Марк Эдвардс, Джейкоб Гонсалес, Крис Эльгера и Сэм Ньюкамер.